# 杰罗德·穆斯塔夫
泰拉·杰罗德·穆斯塔夫（英語：Terrah Jerrod Mustaf，1969年10月28日—2024年10月28日），美国NBA联盟前职业篮球运动员。他在1990年的NBA选秀中第1轮第17顺位被纽约尼克斯选中。